# ザ・リバープレイス
ザ・リバープレイスは、東京都大田区下丸子に所在する大規模マンションである。2001年（平成13年）5月で操業を終えた三菱自動車工業の工場跡地を三菱商事などが開発し、2004年（平成16年）12月までに全棟が竣工した。

## 概要
大田区下丸子4丁目には、三菱重工業丸子工場（東京機器製作所）を前身とする三菱自動車工業東京自動車製作所丸子工場があった。同工場の敷地は17万2000平方メートルと広大なものだったが、1985年（昭和60年）12月、三菱自動車はこのうち北側7万2727平方メートルを三菱地所に売却し、同社は取得した土地にパークハウス多摩川（9棟575戸）などを整備した。
北側の売却後も残りの部分で丸子工場は操業を続けていたが、1999年（平成11年）3月、三菱自動車は翌年度末までに2兆円の連結有利子負債を7000億円圧縮し、1兆3000億円とする中期経営計画の方針に基づき、譲渡益を借入金の返済などに充てるため、丸子工場土地の約8割を三菱商事、約2割を本社が隣接するキヤノンに売却すると発表した。今回のマンション開発はその三菱商事が取得した土地に計画されたもので、2004年（平成16年）12月までに全棟が竣工を迎えた。
ザ・リバープレイスは、28階建てのタワー棟3棟、13階建てのコート棟3棟、共用施設棟2棟により構成される集合住宅で、タワー棟3棟は多摩川に対して斜めに向かい合う配置となっており、界隈のランドマークとなっている。住戸プランでは、さまざま人々のニーズのために、1住戸あたり最大11種類ものセレクトプランを用意。これにピエロ・リッソーニのデザインを含むインテリアテイストのセレクト、間仕切壁の位置変更や一部の住戸ではあるが、個別設計変更対応をとることで、居住者の自己実現をかなえる、「自分だけの家」を創り出している。
ランドスケープでは、敷地内のスーパー堤防によるなだらかな斜面を生かしたアースワークにより、建築を凌ぐダイナミックなスケールを持ついくつかの風景を創り出し、この街のフィールド感を創り出している。また、建築や大きな庭の間にちりばめられたプライベートな庭は、住まいとしてのヒューマンなスケール感が形作られた。街のメインエントランスから多摩川に向けては幅約12m、長さ約200mのメインストリート「すずかけの並木道」が整備され、プラタナスを3列に植えることにより緑の屋根に包まれた空間を創出し、年月を重ねることに豊かに成長する緑が都市を貫く長い森となることを意図している。